# Helianthemum angustatum
Helianthemum angustatum é uma espécie de planta com flor pertencente à família Cistaceae. 
A autoridade científica da espécie é Pomel, tendo sido publicada em Nouv. Mat. Fl. Atl. 218.

## Portugal
Trata-se de uma espécie presente no território português, nomeadamente em Portugal Continental.
Em termos de naturalidade é nativa da região atrás indicada.

## Protecção
Não se encontra protegida por legislação portuguesa ou da Comunidade Europeia.